# Rianjo
Rianjo (en gallego y oficialmente desde 1984, Rianxo) es un municipio español, situado en el sur de la provincia de La Coruña, en la comunidad autónoma de Galicia.
Limita al norte con los municipios de Lousame y Rois, al oeste con Boiro, al este con Dodro y Catoira (provincia de Pontevedra) a través del puente sobre el río Ulla, y al sur con la ría de Arosa.  Se sitúa a menos de 50 km de Santiago de Compostela y a 150 km de la capital de provincia gallega más lejana: Orense.
En 2011 tenía una población de 11 780 habitantes distribuidos en sus noventa y una localidades, agrupadas en las seis parroquias en las que se divide el municipio. Su capital y localidad más poblada es la villa de Rianjo.

## Toponimia
Rianjo proviene seguramente del latín rivus angulus, 'la curvatura del río' (Rivu(m) Ángulu(m) > Riv'ang'lo > Rianjo) dada la forma que describe la ría a su paso por la localidad. Sin embargo, también se postula que proceda de rivis amplus, 'río ancho'.

## Geografía

### Relieve

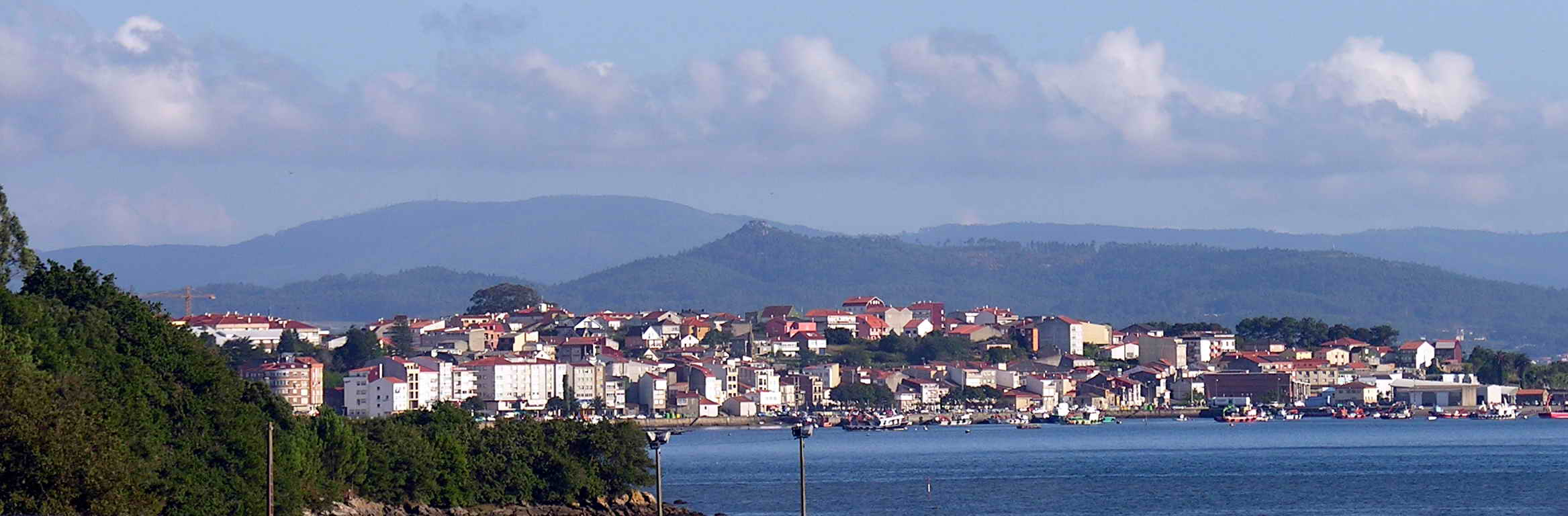
Villa de Rianjo.

Rianjo presenta un relieve caracterizado por la suavidad de sus redondeadas formas. En el municipio se distinguen dos bloques montañosos entre los que se forma un extenso valle excavado por el río Te.
Las cimas más elevadas se encuentran hacia el norte en el pliegue occidental, mientras que el oriental presenta un relieve más modesto debido a la presencia cercana al río Ulla. Entre las cimas de Rianjo cabe destacar el monte Palleiro con 130 metros, el monte de la Muralla con 674 metros, el monte Treito con 624 metros o el monte Pedride con 604 metros.

### Hidrografía
A excepción del río Ulla, los ríos que integran la red hidrográfica de Rianjo son poco abundantes y de escaso caudal. El río Te nace y muere en el municipio dejando a su paso fuentes naturales de agua potable. La costa en la que desembocan el Ulla y el Te se dibuja entre playas y acantilados de gran belleza.

### Vegetación
El relieve del municipio incide en la vegetación, encontrando las zonas más fértiles en la zona baja del valle.
En las laderas de la sierra se dan grandes extensiones de arbolado, sobre todo pino y eucalipto, que conforman bosques más o menos frondosos.
Por el contrario, las zonas más elevadas, de constitución granítica, están desprovistas de vegetación. Además, debido a la disposición y altitud del terreno, la vegetación se ve condicionada por la proximidad al mar, encontrando variadas y diferentes especies según nos situemos en la cercanía de la ría, en la desembocadura de un río, en las riberas fluviales o en el interior.

## Historia

### Prehistoria
Existen pruebas que demuestran que el actual territorio de Rianjo ya estaba poblado en el Neolítico, 4000 años a. C. En las laderas del monte Lioira, entre las parroquias de Leiro y Asados, se encuentra una necrópolis megalítica con más de veinte túmulos. En la localidad de alto de Burés han aparecido ocho mámoas y en O Campiño seis.
El declive de la cultura megalítica comienza a finales del III milenio a. C. dejando paso a la Edad del Bronce, de la que se conserva en Rianjo varios vestigios; entre ellos, unos puñales de espeto, encontrados en el monte Lioira, y un cuenco de lámina de oro con decoración astral, encontrado en la playa de Leiro. De la edad de bronce también se encuentran en la parroquia de Isorna varios grabados y petroglifos.

### Edad Antigua
La cultura castreña se desarrolla desde el final de la Edad de Bronce hasta el siglo VI. De esta época se conservan al menos diez castros, abandonados con la llegada de los romanos.
La conquista romana de Galicia fue más prolongada que en resto de la península debido a su situación geográfica y a su accidentada geografía. 
La presencia romana en Rianjo queda demostrada por la Via per Loca Maritima y cuyo recorrido se supone discurre por este término, bordeando la orilla derecha del río Ulla, y de la que no se han hallado restos ciertos. También el hallazgo en 2006 de una estela funeraria en una vivienda de Taragoña. De igual manera, los cuatro enterramientos hallados en 2010, los cuales contenían restos de tres individuos en su interior y fechados en los siglos III y V de nuestra era.

### Edad Media
Rianjo se encuentra muy próximo a Santiago de Compostela, justo en frente de las torres del Oeste en Catoira, en la otra orilla del río Ulla. El Ulla es un río navegable para barcos de poco calado hasta Iria, por lo que Rianjo tuvo que soportar las continuas incursiones de los normandos, que se produjeron entre los siglos IX y XI, que pretendían llegar desde Iria a Compostela.
En el año 934 la villa de Rianjo y todas sus posesiones son transferidas a Santiago como privilegio otorgado por el rey Ramiro II. Un siglo más tarde, en 1057, Alonso V y el obispo Hermenegildo confirmaban la jurisdicción compostelana sobre Rianjo. En el siglo XI, fecha en que comienza el feudalismo en Galicia, Rianjo se convierte en la cabeza de la jurisdicción eclesiástica ejercida por la Mitra Compostelana que cobraba diezmos de mar y otras rentas a los rianxeiros. El apogeo compostelano continúa a lo largo de los siglos XII y XIII, dejando una profunda huella en Rianjo.
El primer señor de Rianjo fue el almirante Paio Gómez de Soutomaior, conocido como Paio Gómez Chariño.
Chariño tomó parte en la conquista de Sevilla como quinto almirante de Castilla al mando de las naves gallegas. Era además un reconocido poeta y trovador. Fue asesinado en 1295 y enterrado en San Francisco de Pontevedra. Entre sus propiedades cabe mencionar el pazo Martelo, hoy reconvertido en la biblioteca municipal y la torre-fortaleza de la desembocadura del río Te, de la que solo quedan los cimientos.
El señorío de Rianjo estará en Manos de los Chariño hasta después de las Revueltas Irmandiñas del siglo XV. Tras largos pleitos, se otorgará de nuevo el señorío a la Mitra Compostelana en 1532.

### Edad Moderna
La Mitra Compostelana ejerce su jurisdicción en Rianjo desde 1532 hasta bien entrado 1814. Durante esta época y al abrigo de la Mitra surgen los linajes más ilustres de Rianjo: los Torrado y la familia Bastón cuyas posesiones a día de hoy forman parte del patrimonio artístico de Rianjo.
También en el siglo XVI, concretamente entre 1580 y 1590, tiene lugar una oleada de peste que devastó la región, llegando incluso a diezmar la población.

### Edad Contemporánea

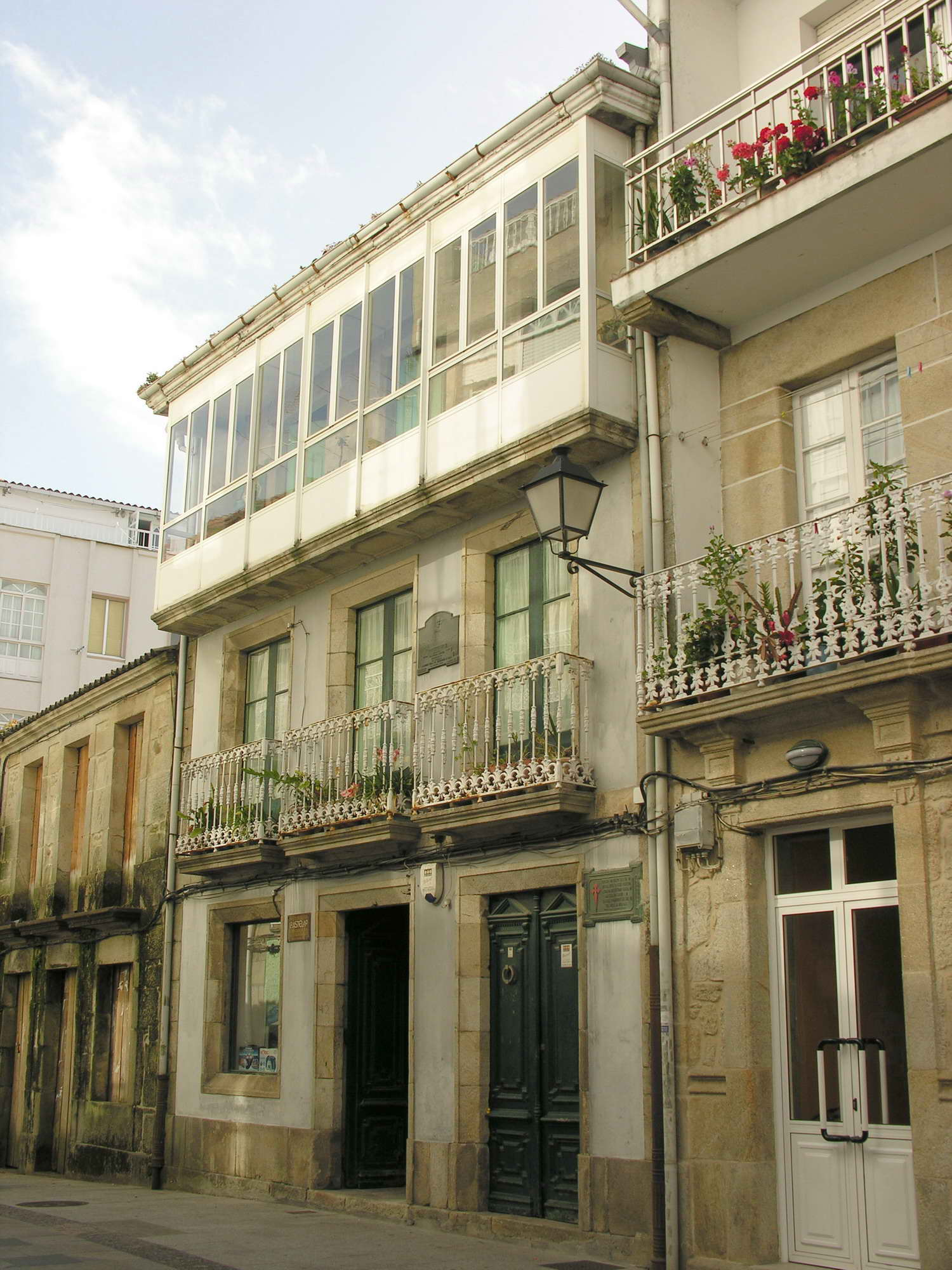
Casa de Castelao

La parte final del siglo XIX y los comienzos del XX se caracterizan en Rianjo por la presencia de un activo movimiento cultural y político. Rianjo es cuna de nombres tan importantes para la cultura gallega como Castelao, Rafael Dieste, Manuel Antonio, Brea Segade, Eduardo Dieste, Xosé Arcos, entre otros. Todos ellos estaban fuertemente vinculados al galeguismo, movimiento integrado en las Irmandades da Fala y estrechamente relacionado con la corriente populista As Ligas Agrarias.
Con Castelao a la cabeza, fundan la revista El barbero municipal, publicación que trataba de fomentar la unión de la juventud rianxeira y que se editó de 1910 a 1914. Casi todos los intelectuales locales dejan Rianjo por motivos políticos, exiliándose durante la Guerra Civil o la Posguerra en Sudamérica.

## Parroquias
Parroquias que forman parte del municipio:
- Araño (Santa Eulalia)[9]
- Asados (Santa María)
- Isorna (Santa María)
- Leiro (Santa María)
- Rianjo[8]
- Taragoña (Divino Salvador)

## Geografía humana

### Demografía
Cuenta con una población de 10 748 habitantes (INE 2024).
| Gráfica de evolución demográfica de Rianjo entre 1842 y 2021 |
| |
| Población de derecho según los censos de población del INE Población de hecho según los censos de población del INEEn estos censos se denominaba Rianxo: 1842, 1857, 1860, 1877, 1887, 1897, 1900, 1910, 1920, 1930, 1940, 1950, 1960, 1970 y 1981 |

| Evolución de la población de Rianjo - desde 1900 hasta 2022 -                                                                        |       |        |        |        |        |        |        |         |          |          |          |          |
| 1900 | 1930  | 1950   | 1981   | 2004   | 2007   | 2010   | 2011   | 2012    | 2013     | 2020     | 2021     | 2022     |
| 8.277 | 9.461 | 11.120 | 12.715 | 11.582 | 11.554 | 11.826 | 11.780 | {{{9}}} | {{{10}}} | {{{11}}} | {{{12}}} | {{{13}}} |
| Fuentes: INE e IGE (Los criterios de registro censal variaron entre 1900 y 2011, y los datos del INE y del IGE pueden no coincidir.) |       |        |        |        |        |        |        |         |          |          |          |          |

## Política

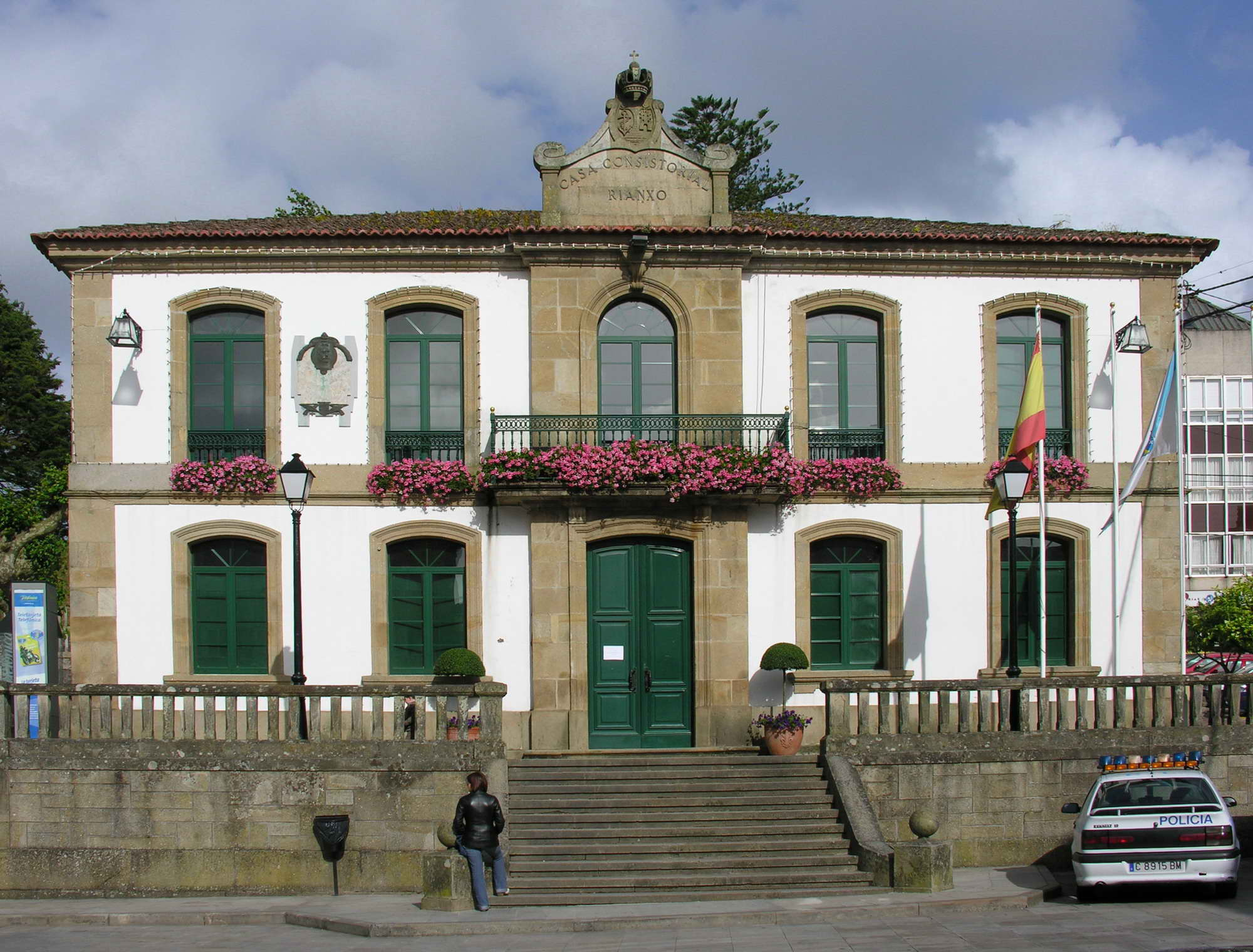
Casa consistorial de Rianjo.

Desde 1979 hasta 2011 el PSdeG-PSOE gobernó el ayuntamiento de Rianjo con mayoría absoluta de forma ininterrumpida. En este periodo ocuparon la alcaldía Xosé Bravo Frieiro, desde los comicios de 1979 hasta su renuncia en abril de 1994 y Pedro Piñeiro Hermida, quien la ocupó tras tomar posesión el 9 de mayo de ese mismo año. Continuó en el puesto tras triunfar en los sucesivos comicios de 1995, 1999, 2003 y 2007. No se presentó a la reelección en las municipales de 2011.
Adolfo Muíños Sánchez, del BNG, fue alcalde desde el 11 de junio de 2011 hasta el 17 de junio de 2023, con el apoyo del PSdeG-PSOE hasta las municipales de 2015. Nuevamente en 2019 gobernó en coalición con los socialistas. En las últimas elecciones municipales, en mayo de 2023, con un 67,7% de participación, la de Rianxo en Común fue la candidatura más votada con 1810 votos (28,98 %) y obtuvo cinco ediles; la del PSdeG-PSOE fue la segunda más votada con 1710 (28,66%) y cinco ediles; seguida por la del PP con 1767 votos (28,29%) y cinco ediles; y por último la candidatura del BNG con 814 apoyos (13,03%) y dos ediles.
| Periodo   | Nombre                                                   | Partido         |
| --------- | -------------------------------------------------------- | --------------- |
| 1979-1983 | Xosé Bravo Frieiro                                       | PSdeG-PSOE      |
| 1983-1987 | Xosé Bravo Frieiro                                       | PSdeG-PSOE      |
| 1987-1991 | Xosé Bravo Frieiro                                       | PSdeG-PSOE      |
| 1991-1995 | Xosé Bravo Frieiro (91-94) Pedro Piñeiro Hermida (94-95) | PSdeG-PSOE      |
| 1995-1999 | Pedro Piñeiro Hermida                                    | PSdeG-PSOE      |
| 1999-2003 | Pedro Piñeiro Hermida                                    | PSdeG-PSOE      |
| 2003-2007 | Pedro Piñeiro Hermida                                    | PSdeG-PSOE      |
| 2007-2011 | Pedro Piñeiro Hermida                                    | PSdeG-PSOE      |
| 2011-2015 | Adolfo Muíños Sánchez                                    | BNG             |
| 2015-2019 | Adolfo Muíños Sánchez                                    | BNG             |
| 2019-2023 | Adolfo Muíños Sánchez                                    | BNG             |
| 2023-act. | Julián Bustelo Abuín                                     | Rianxo en Común |

| Elecciones municipales |      |      |      |      |      |      |      |      |      |      |      |      |
| Partido                | 1979 | 1983 | 1987 | 1991 | 1995 | 1999 | 2003 | 2007 | 2011 | 2015 | 2019 | 2023 |
| ReC                    |      |      |      |      |      |      |      |      |      | 2    | 2    | 5    |
| PSdeG-PSOE             | 10   | 14   | 11   | 9    | 9    | 9    | 11   | 9    | 5    | 4    | 4    | 5    |
| PP                     |      |      | 2    | 3    | 5    | 5    | 3    | 4    | 6    | 5    | 4    | 5    |
| BNG                    | 3    | 2    |      | 5    | 2    | 3    | 2    | 4    | 6    | 6    | 6    | 2    |
| C's                    |      |      |      |      |      |      |      |      |      |      | 1    |      |
| CDI                    |      |      |      |      |      |      | 1    |      |      |      |      |      |
| AG                     |      |      |      |      | 1    |      |      |      |      |      |      |      |
| CPG                    |      |      | 4    |      |      |      |      |      |      |      |      |      |
| PCE                    |      | 1    |      |      |      |      |      |      |      |      |      |      |
| UCD                    | 4    |      |      |      |      |      |      |      |      |      |      |      |
| Total                  | 17   | 17   | 17   | 17   | 17   | 17   | 17   | 17   | 17   | 17   | 17   | 17   |

| Elecciones municipales, 25 de mayo de 2003 |       |         |            |
| Partido                                    | Votos | %       | Concejales |
| PSOE                                       | 4.404 | 57,11 % | 11         |
| PP                                         | 1.275 | 16,53 % | 3          |
| BNG                                        | 1.178 | 15,28 % | 2          |
| CDI                                        | 741   | 9,61 %  | 1          |

- Alcalde: Pedro Piñeiro Hermida (PSOE).

| Elecciones municipales, 27 de mayo de 2007 |       |         |            |
| Partido                                    | Votos | %       | Concejales |
| PSOE                                       | 3.540 | 49,76 % | 9          |
| BNG                                        | 1.737 | 24,42 % | 4          |
| PP                                         | 1.725 | 24,25 % | 4          |

- Alcalde: Pedro Piñeiro Hermida (PSOE).

| Elecciones municipales, 22 de mayo de 2011 |       |         |            |
| Partido                                    | Votos | %       | Concejales |
| PP                                         | 2.439 | 36,11 % | 6          |
| BNG                                        | 2.146 | 31,77 % | 6          |
| PSOE                                       | 2.030 | 30,05 % | 5          |

- Alcalde: Adolfo Muíños Sánchez (BNG).

| Elecciones municipales, 24 de mayo de 2015 |       |         |            |
| Partido                                    | Votos | %       | Concejales |
| BNG                                        | 2.164 | 34.38 % | 6          |
| PP                                         | 1.687 | 26.80 % | 5          |
| PSOE                                       | 1.662 | 26.41 % | 4          |
| ReC-SON                                    | 695   | 11.04 % | 2          |

- Alcalde: Adolfo Muíños Sánchez (BNG).

| Elecciones municipales, 26 de mayo de 2019 |       |         |            |
| Partido                                    | Votos | %       | Concejales |
| BNG                                        | 2.221 | 34.87 % | 6          |
| PP                                         | 1.391 | 21.84 % | 4          |
| PSOE                                       | 1.287 | 20.21 % | 4          |
| ReC-SON                                    | 896   | 14.07 % | 2          |
| Ciudadanos                                 | 354   | 5.56 %  | 1          |

- Alcalde: Adolfo Muíños Sánchez (BNG).

| Elecciones municipales, 28 de mayo de 2023 |       |         |            |
| Partido                                    | Votos | %       | Concejales |
| ReC                                        | 1.810 | 28,98 % | 5          |
| PSOE                                       | 1.790 | 28.66 % | 5          |
| PP                                         | 1.767 | 28.29 % | 5          |
| BNG                                        | 814   | 13.03 % | 2          |

- Alcalde: Julián Bustelo Abuín (ReC).

## Economía
Su principal actividad económica es la derivada de la explotación del mar, siendo una importante base para los barcos dedicados al cultivo del mejillón en la ría de Arosa, en las denominadas bateas. Otra actividad importante es la siembra y recolección, ya sea por tierra o desde barcas, de almeja y berberecho que mayoritariamente son destinados a la industria conservera local y periférica, sobre todo el berberecho.
Aparte del marisqueo, la villa también cuenta con astilleros de ribera para la construcción y reparación de la flota presente en el puerto.
Su actividad turística se ha visto incrementada en los últimos años, aunque se trata de un pueblo tranquilo y fuera de las rutas tradicionales. Es un buen punto de partida para hacer excursiones a los sitios turísticos más importantes de Galicia, a no más de dos horas de coche de distancia. Santiago de Compostela y su Catedral con la tumba del Apóstol Santiago y lugar de peregrinaje desde la Edad Media, la ruta Jacobea marítima, Pontevedra, Vigo, la Costa de la Muerte, famosa por sus abruptos acantilados.

## Cultura y deporte

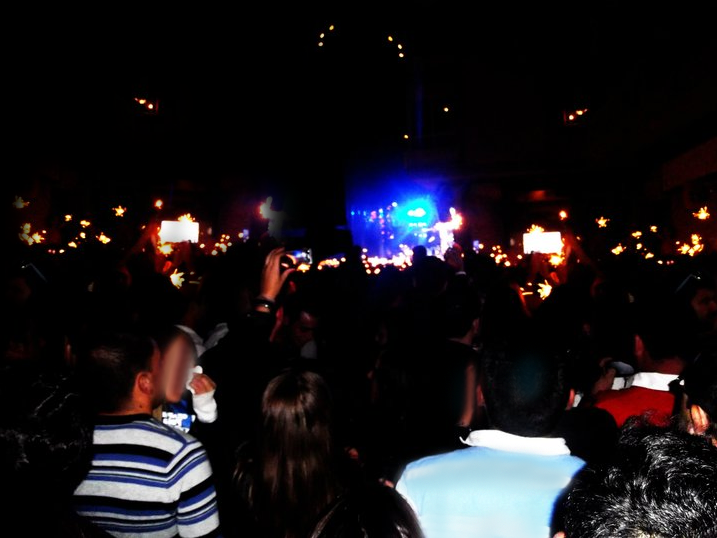
Celebración del último día de la Guadalupe con bengalas al canto de la rianxeira.

### Festividades
- Del 24 de marzo al 25 de marzo: fiestas de Brión en la parroquia de Leiro.
- El 2° viernes de abril: Festa da Xuventude
- Del 16 de junio al 24 de junio: San Antón en la aldea de A Vacariza.
- Del 13 de julio al 16 de julio: fiesta del Carmen.
- Del 19 de julio al 22 de julio: fiestas de Taragoña en la parroquia de Taragoña.
- 6 de agosto: fiestas del divino salvador en la parroquia de Taragoña.
- Del 6 de agosto al 8 de agosto: fiestas de Santa María en la parroquia de Asados.
- Primera semana de agosto: fiestas del Araño en la parroquia del Araño.
- 27 de agosto: romería de Leiro, en la parroquia de Leiro.
- Del 7 de septiembre al 14 de septiembre: fiesta de la Guadalupe, en la villa de Rianjo.
- Del 7 de octubre al 9 de octubre: O Carmen de Leiro, en la parroquia de Leiro.

## Galería de imágenes

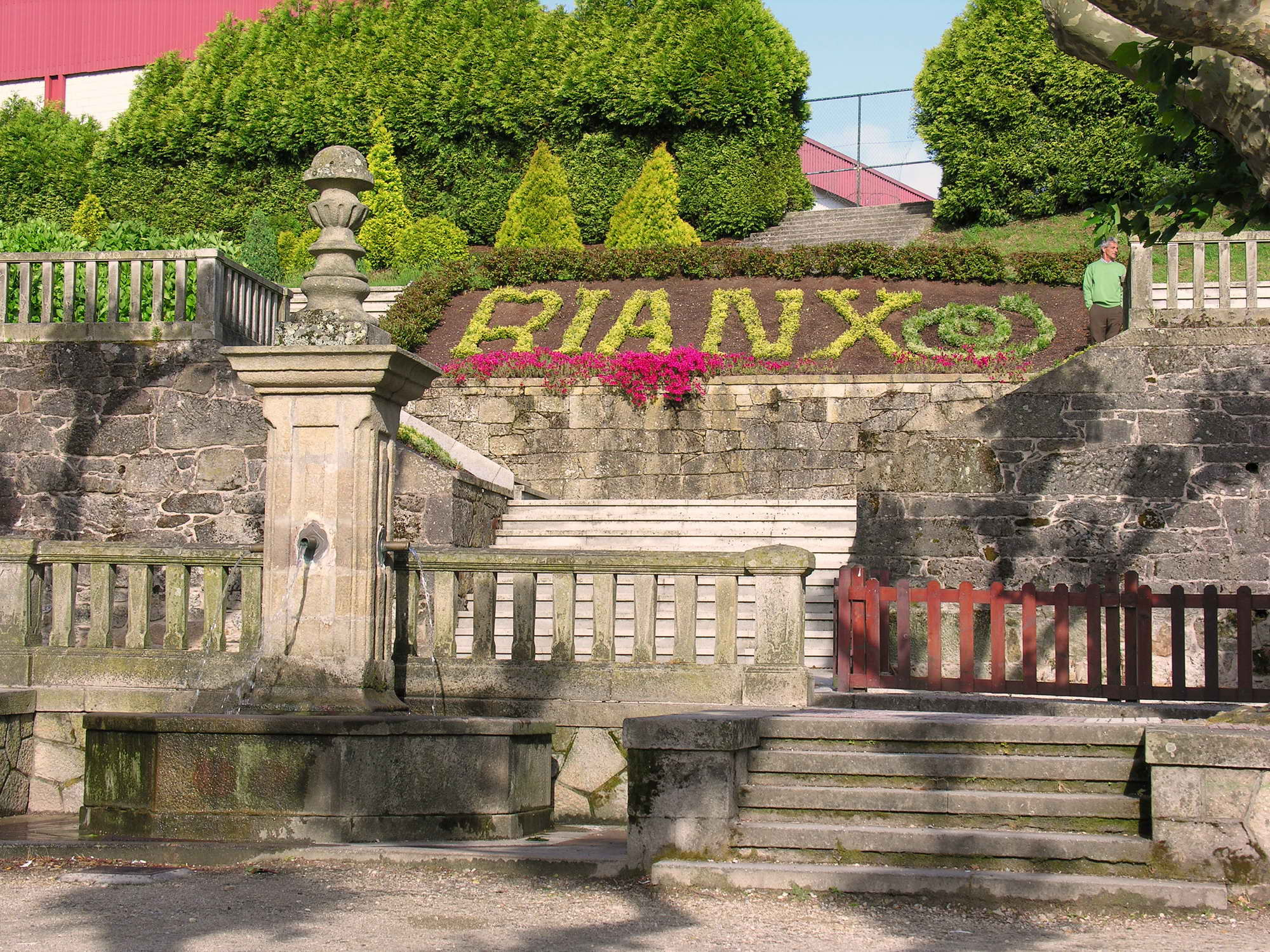
Parque y fuente.
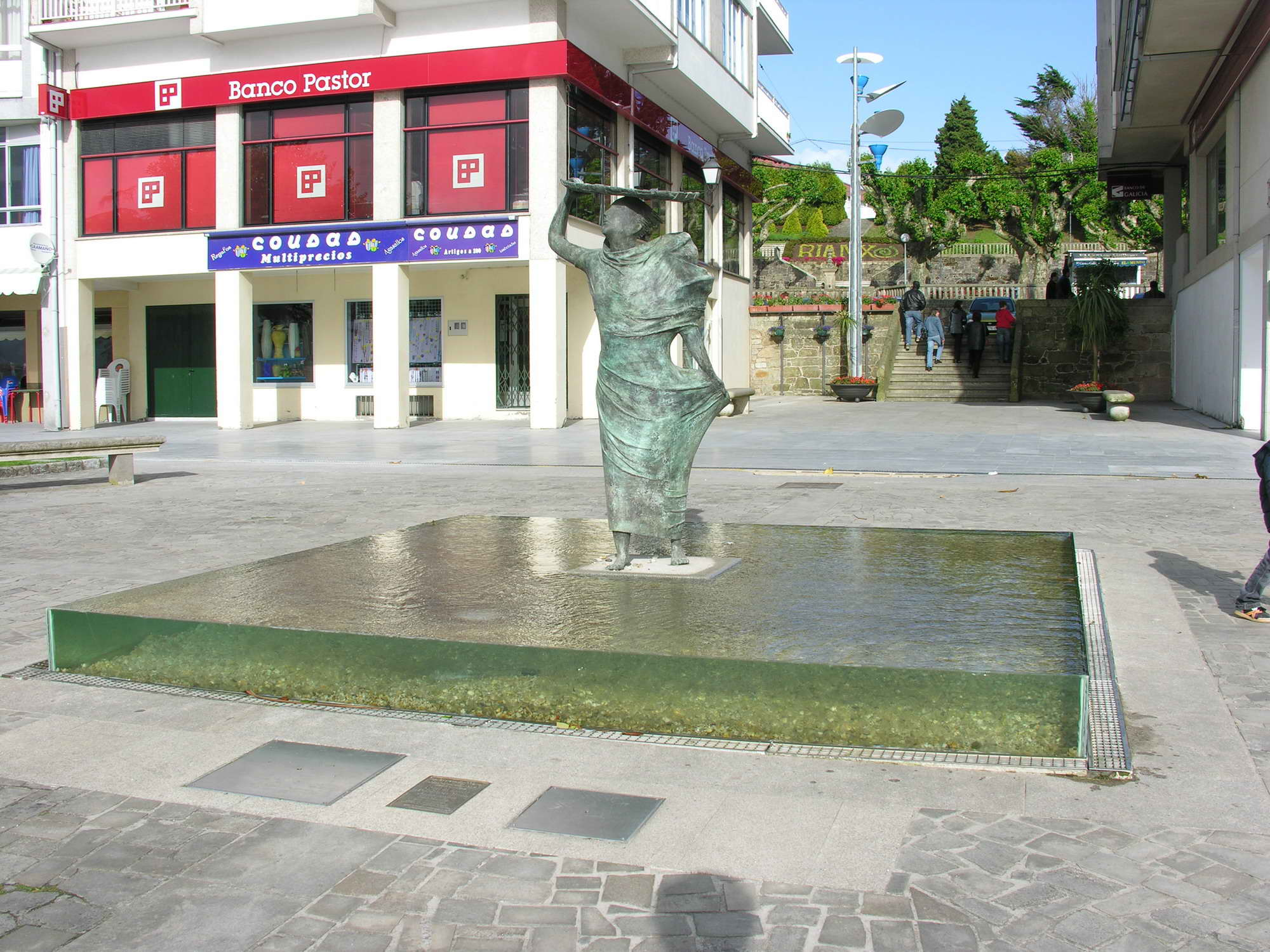
Fuente.
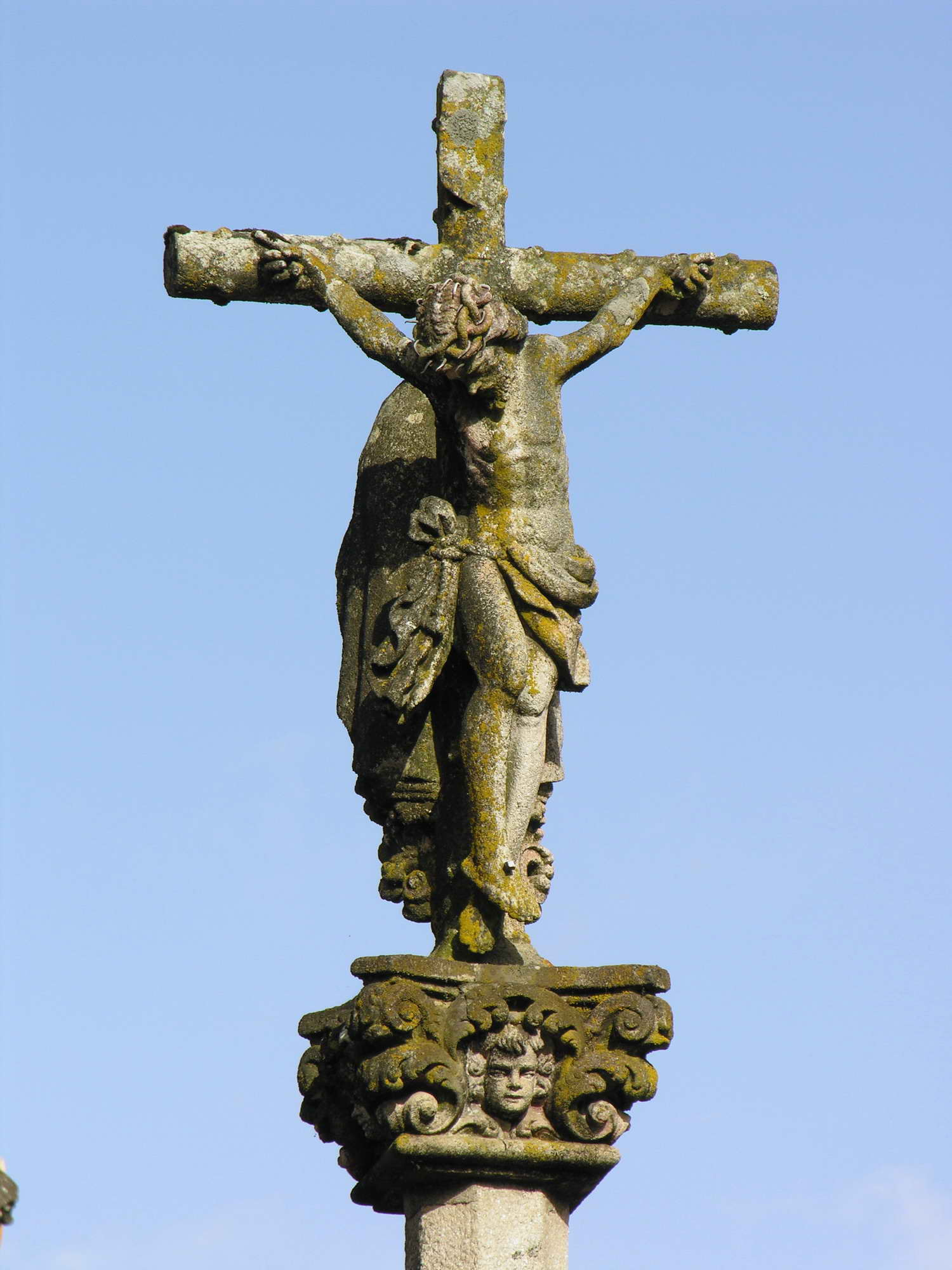
Crucero.
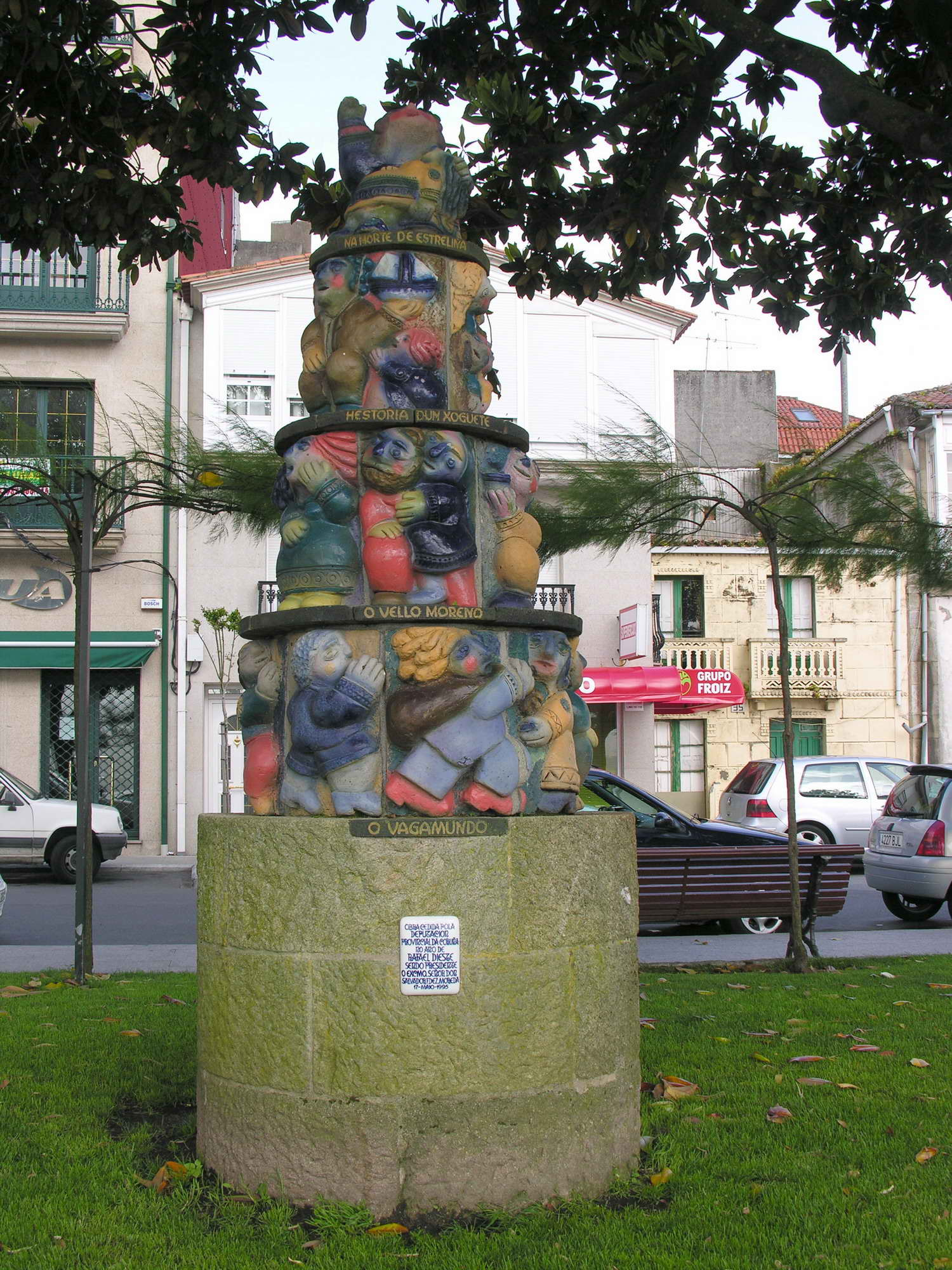
Monumento a Rafael Dieste, nacido en Rianjo.
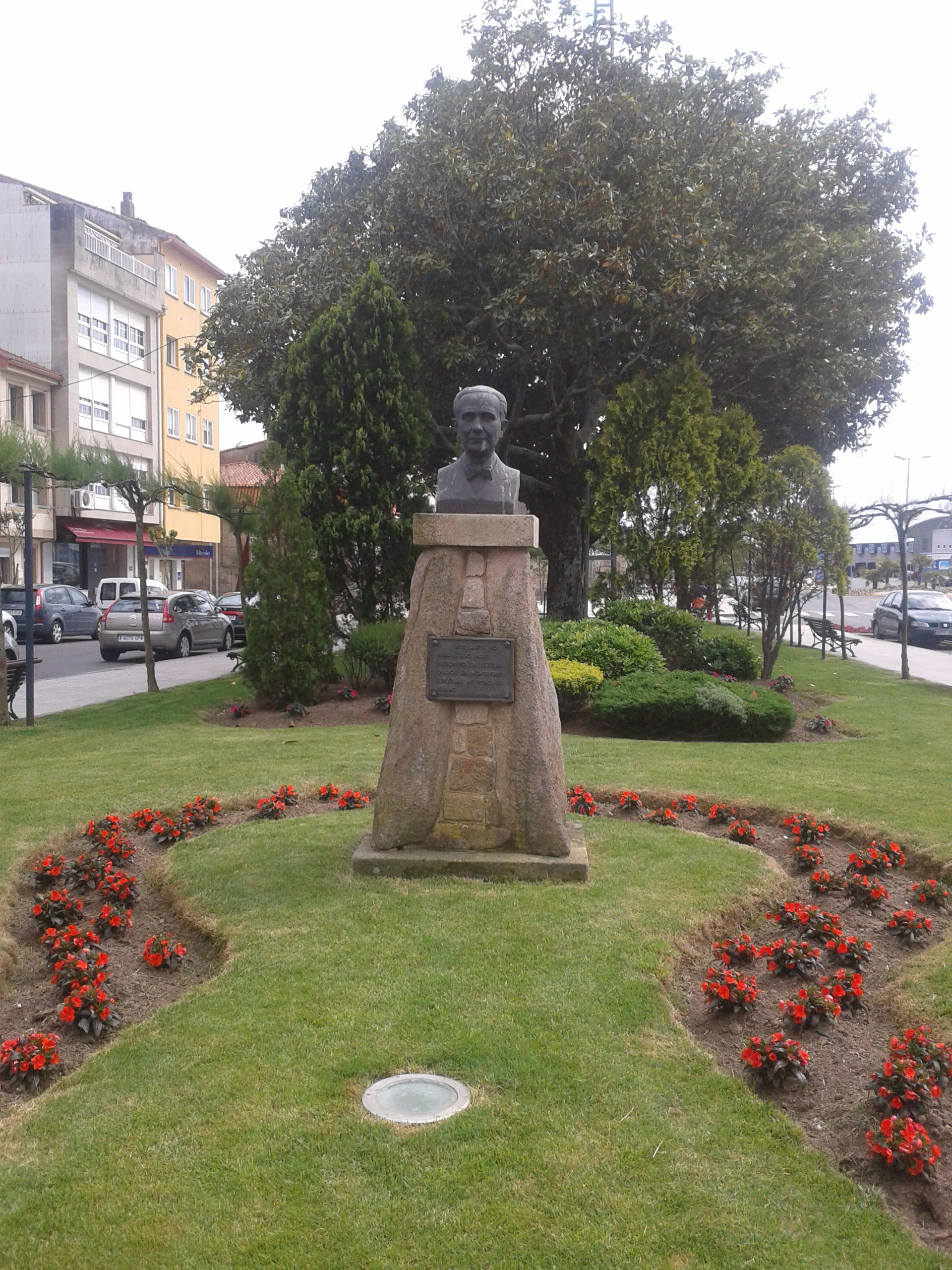
Busto a Castelao.
Imágenes de Rianjo.